# Corrie (schip, 1931)
De Corrie is een schip van het Nederlands varend erfgoed, dat als wachtschip met 24 vaste slaapplaatsen in gebruik is als moederschip voor kampen bij Scoutinggroep Vita Nova in Schagen.

## Geschiedenis
Een sloopregeling maakte het indertijd mogelijk om een eigenaar van een schip of sleepboot, die zijn schip liet slopen, een uitkering te verlenen. Met deze regeling werd het mogelijk de binnenvaartvloot te vernieuwen. De schepen mochten niet meer voor beroeps-/vrachtvaart worden gebruikt, maar konden nog wel prima dienen voor recreatieve doeleinden. De ervaring leerde dat dit veel gebeurde.
De scoutinggroep vond in 1988 in Maassluis het bijna 40-meter lange schip Corrie. Met behulp van een lening bij de bank en aandelenverkoop aan ouders werd het schip aangekocht door de stichting Vita Nova. Er werd een beroepsschipper gevonden die het schip van Maassluis naar de industriehaven in Schagen heeft gevaren. Met gordijnen werd er een scheiding gemaakt tussen dag- en slaapverblijven en met wat houten banken, tafels en stretchers in het ruim ging Vita Nova voor het eerst op zomerkamp met hun eigen wachtschip. Daarna is het schip verder functioneel ingericht voor het gebruik van een waterscoutinggroep. Het schip lag van april tot en met oktober nabij de Westfrieschesluis in Kolhorn.
Het houten stuurhuis werd vervangen door een groter, stalen exemplaar en de roef werd verbouwd. Er werd een stalen dek voor de vletten gelast en een kraandek met kraan met takel geïnstalleerd, om de vletten uit het water te halen. Ook werd een kombuis en een sanitaire groep gebouwd (later is dit allebei nog een keer herbouwd), en werden ook slaapverblijven ingericht. De eerste jaren werd het ruim verwarmd met oliekachels, later met een cv-installatie. Er kwam stromend water en een fluisteraggregaat en een compleet uitgeruste keuken. 

## Liggers Scheepmetingsdienst[3]
| Meetnummer | District en volgnr. | Meetdatum        | Meetplaats | Lengte [m] | Breedte [m] | Inzinking [m] | Waterverplaatsing [ton] | Naam     | Eigenaar | Domicilie |
| ---------- | ------------------- | ---------------- | ---------- | ---------- | ----------- | ------------- | ----------------------- | -------- | -------- | --------- |
| A16413N    | Amsterdam 16413     | 7 december 1955  | Utrecht    | 37,62      | 5,06        | 2,20          | 275,180                 | AVONTUUR | –        | -         |
| G11549N    | Groningen 11549     | 8 maart 1965     | –          | 37,57      | 5,06        | 2,19          | 276,553                 | AVONTUUR | –        | –         |
| R36831N    | Rotterdam 36831     | 27 augustus 1973 | –          | 39,08      | 5,08        | 2,33          | 315,580                 | JA-LÉ    | Seine    | Hasselt   |